# Volvo B10M

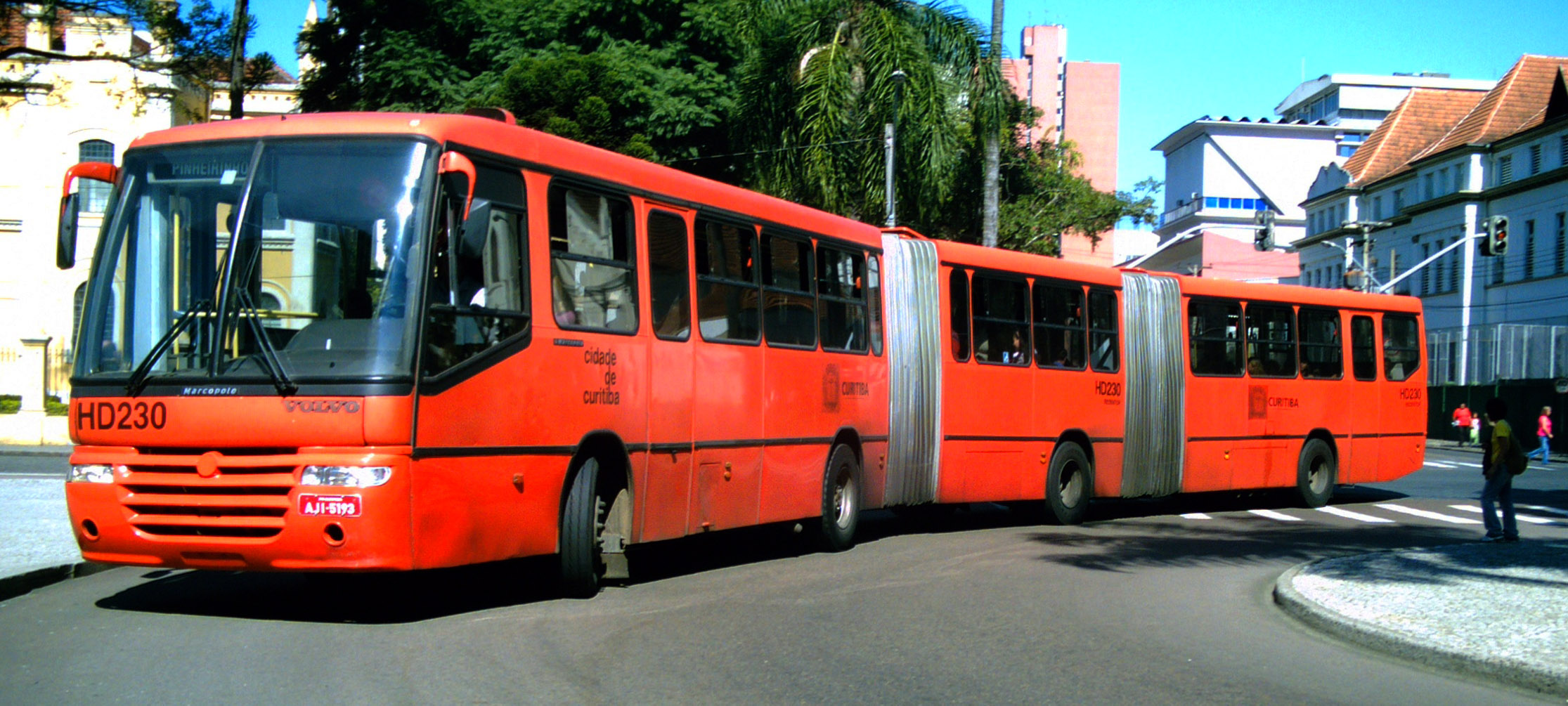
Versão bi-articulada do B10M com carroceria Marcopolo Torino.

O Volvo B10M é um chassi de ônibus de motor central fabricado pela fabricante sueca Volvo entre 1979 e 2003 em países como Suécia, Brasil e Reino Unido. Ele deu prosseguimento ao chassi B58/B58E e foi equipado com o mesmo motor a diesel Volvo de 9,6 litros montado horizontalmente sob o assoalho atrás do eixo dianteiro. Uma versão articulada sob o nome do modelo Volvo B10MA também foi oferecida, assim como uma versão semi-integral conhecida como C10M, também com o motor no meio do chassi.

## Histórico
Projetado como um sucessor do Volvo B58, uma grande parte dos chassis B10M foi construída na Suécia, mas alguns foram construídos em outros países, como Reino Unido e Brasil.
O B10M foi um dos chassis mais vendidos no Reino Unido durante os anos 80 e 90. Tendo originalmente sido produzido apenas como um chassi de ônibus, o B10M foi disponibilizado como um ônibus urbano, modalidade em que foi muito popular.
Estava disponível como B10M-46, B10M-50, B10M-55, B10M-60, B10M-62, B10M-65 e B10M-70, onde o número representa a distância entre eixos nos decímetros. Muitos frotistas, no entanto, o encomendava em versões curtas ou alongadas do chassi de modo a atender às suas necessidades. Em 1981, uma versão de três eixos foi introduzida, disponível como B10M-50B, B10M-55B, B10M-60B, B10M-65B e B10M-70B, com alguns encarroçadores estendendo-a até 7,25 metros de distância entre eixos. O Volvo B10M também foi utilizado como chassi de ônibus articulados e biarticulados, sempre com o motor posicionado centralmente.

### No Brasil
No Brasil o B10M foi produzido entre 1986 e 2003. Diversas encarroçadoras produziram ônibus sobre este chassi, tais como CAIO Induscar, Marcopolo, Comil e Busscar em modelos variados, tais como rodoviário de dois e três eixos, urbanos rígidos e, mais comumente, articulados e bi-articulados. Apesar de não ser produzido há mais de quinze anos, ainda se pode vê-lo em operação tanto nas versões urbana e rodoviária em cidades como Curitiba e em diversas localidades do Brasil, especialmente na modalidade de transporte fretado.